# Presidente del Gobierno de Aragón
El presidente de la Diputación General de Aragón es la persona que ostenta la suprema representación del Gobierno de Aragón y la ordinaria del Estado en este territorio; presidiendo, dirigiendo y coordinando su acción. Es una de las instituciones propias que integran la comunidad autónoma, junto con las Cortes de Aragón y el Justicia de Aragón.
A mediados del siglo XV fue construido el Palacio de la Diputación del General del Reino de Aragón, Palacio de la Diputación, o Casas del Reino en la plaza de la Seo de Zaragoza hasta su destrucción por parte del ejército de Napoleón en 1809. Actualmente la sede de la Presidencia y la de la Diputación General de Aragón se encuentran en el Palacio Pignatelli de la capital Aragonesa.

## Elección y nombramiento
El procedimiento para la elección y nombramiento del Presidente de la Diputación General viene establecido en los artículos 46 y 48 del Estatuto de Autonomía de Aragón.
El Presidente es elegido por las Cortes de Aragón de entre sus Diputados y Diputadas, y nombrado por el Rey por un periodo de 4 años.
El Presidente de las Cortes de Aragón, previa consulta con las fuerzas políticas representadas parlamentariamente, y oída la Mesa, propondrá un candidato a Presidente del Gobierno de Aragón. 
El candidato presentará su programa a las Cortes. Para ser elegido, el candidato deberá, en primera votación, obtener mayoría absoluta; de no obtenerla, se procederá a una nueva votación veinticuatro horas después de la anterior, y la confianza se entenderá otorgada si obtuviera mayoría simple. En caso de no conseguir dicha mayoría, se tramitarán sucesivas propuestas en la forma prevista anteriormente, debiendo mediar entre cada una de ellas un plazo no superior a diez días.
Si transcurrido el plazo de dos meses a partir de la constitución de las Cortes de Aragón ningún candidato hubiere sido investido, las Cortes electas quedarán disueltas, procediéndose a la convocatoria de nuevas elecciones.
El Presidente electo tomará posesión de su cargo en el plazo de diez días a partir de la publicación de su nombramiento en el Boletín Oficial de Aragón.

## Atribuciones del Presidente de Aragón
Según la Ley 2/2009, de 11 de mayo, del Presidente y del Gobierno de Aragón, corresponde al Presidente:
1. Representar a la Comunidad Autónoma en las relaciones con otras instituciones del Estado y del ámbito internacional, así como firmar los convenios y acuerdos de cooperación en los que esta sea parte.
2. Promulgar, en nombre del Rey, las Leyes aprobadas por las Cortes de Aragón y ordenar su publicación.
3. Convocar elecciones a Cortes de Aragón, así como su sesión constitutiva.
4. Disolver las Cortes de Aragón, previa deliberación del Gobierno.
5. Plantear ante las Cortes de Aragón la cuestión de confianza, previa deliberación del Gobierno, así como proponer la celebración de debates generales.
6. Establecer el programa político del Gobierno y velar por su cumplimiento.
7. Facilitar a las Cortes de Aragón la información que se solicite al Gobierno.
8. Crear, modificar o suprimir las Vicepresidencias y Departamentos del Gobierno de Aragón, asignarles las competencias y adscribir los organismos públicos.
9. Determinar la estructura orgánica de la Presidencia.
10. Nombrar y separar a los Vicepresidentes y a los Consejeros.
11. Convocar y presidir las reuniones del Gobierno y de sus Comisiones Delegadas y fijar el orden del día.
12. Resolver los conflictos de atribuciones entre los Departamentos del Gobierno.
13. Dirigir el desarrollo del programa legislativo del Gobierno y la elaboración de disposiciones de carácter general.
14. Firmar los decretos acordados por el Gobierno y ordenar su publicación.
15. Velar por el cumplimiento de los acuerdos del Gobierno.
16. Nombrar a los altos cargos de la Comunidad Autónoma que determine el ordenamiento jurídico.
17. Solicitar dictámenes del Consejo Consultivo de Aragón y del Consejo de Estado, así como de cualesquiera otros órganos consultivos, de conformidad con lo establecido en sus Leyes reguladoras.
18. Someter al acuerdo del Gobierno el planteamiento de conflictos de competencia e interposición de recursos de inconstitucionalidad ante el Tribunal Constitucional en los términos contemplados en la normativa de aplicación.
19. Ejercer cuantas otras atribuciones y competencias le atribuyan el Estatuto de Autonomía, las Leyes y demás disposiciones vigentes.

El Presidente puede delegar en los Vicepresidentes o en los Consejeros las atribuciones indicadas en los puntos 1, 7, 11, 12, 15 y 18.

## Causas de cese
Las causas de cese del Presidente de Aragón se establecen en el artículo 6 de la citada Ley 2/2009.
El Presidente cesa por las siguientes causas:
- Celebración de elecciones a Cortes de Aragón.
- Aprobación de una moción de censura.
- Pérdida de una cuestión de confianza.
- Dimisión.
- Fallecimiento.
- Incapacidad permanente que le imposibilite para el ejercicio de su cargo, reconocida por las Cortes de Aragón por mayoría absoluta a propuesta de cuatro quintas partes de los miembros del Gobierno.
- Sentencia judicial firme que le inhabilite para el ejercicio de su cargo.
- Pérdida de la condición de Diputado a Cortes de Aragón.
- Incompatibilidad no subsanada.

Este artículo también ordena formalizar el cese mediante Real Decreto publicado en el Boletín Oficial de Aragón y en el Boletín Oficial del Estado, exceptuando cuando el cese sea debido a la celebración de elecciones a Cortes de Aragón, que únicamente se publicará el Real Decreto de nombramiento.

## Antecedente histórico: el Consejo Regional de Defensa de Aragón
Fue una entidad administrativa autónoma en el Aragón controlado por la Segunda República Española durante la guerra civil española, dentro de un contexto revolucionario.
- Presidente: Joaquín Ascaso Budría (CNT). Nombramiento: 17-01-1937. Cese: 10-08-1937.

## Listado de presidentes
| Presidente | Presidente           | Presidente                     | Presidente                                      | Ciudad de nacimiento                         | Inicio del mandato       | Fin del mandato          | Partido       | Legislatura (Elecciones) | Gobierno                                    |
| ---------- | -------------------- | ------------------------------ | ----------------------------------------------- | -------------------------------------------- | ------------------------ | ------------------------ | ------------- | ------------------------ | ------------------------------------------- |
| -          |                      |                                | Juan Antonio Bolea                              | Ayerbe Provincia de Huesca                   | 22 de abril 1978         | 10 de mayo 1981          | UCD           | Preautonómica            | Coalición UCD+PSOE (1978-1980)              |
| -          | UCD (1980-1981)      |                                | Juan Antonio Bolea                              | Ayerbe Provincia de Huesca                   | 22 de abril 1978         | 10 de mayo 1981          | UCD           | Preautonómica            |                                             |
| -          |                      |                                | Gaspar Castellano                               | Ejea de los Caballeros Provincia de Zaragoza | 10 de mayo 1981          | 26 de noviembre 1982     | UCD           | Preautonómica            | Coalición UCD+independientes                |
| -          |                      |                                | José María Hernández de la Torre (en funciones) | Zaragoza Provincia de Zaragoza               | 26 de noviembre 1982     | 20 de diciembre 1982     | Independiente | Preautonómica            | Coalición UCD+Independientes (en funciones) |
| -          |                      |                                | Juan Antonio de Andrés                          | Teruel Provincia de Teruel                   | 30 de diciembre 1982     | 6 de junio de 1983       | UCD           | Preautonómica            | Coalición UCD+Independientes                |
| 1.°        |                      |                                | Santiago Marraco                                | Canfranc Provincia de Huesca                 | 6 de junio de 1983       | 30 de julio de 1987      | PSOE          | I (1983)                 | PSOE                                        |
| 2.°        |                      |                                | Hipólito Gómez de las Roces                     | Nava Asturias                                | 30 de julio de 1987      | 12 de julio de 1991      | PAR           | II (1987)                | Coalición PAR+AP                            |
| 3.°        |                      |                                | Emilio Eiroa                                    | Vegadeo Asturias                             | 12 de julio de 1991      | 17 de septiembre de 1993 | PAR           | III (1991)               | Coalición PAR+PP                            |
| 4.°        |                      |                                | José Marco                                      | Pedrola Provincia de Zaragoza                | 17 de septiembre de 1993 | 18 de enero de 1995      | PSOE          | III (1991)               | PSOE                                        |
| -          |                      |                                | Ramón Tejedor (en funciones)                    | Zaragoza Provincia de Zaragoza               | 18 de enero de 1995      | 11 de julio de 1995      | PSOE          | III (1991)               | PSOE (en funciones)                         |
| 5.°        |                      |                                | Santiago Lanzuela                               | Teruel Provincia de Teruel                   | 11 de julio de 1995      | 2 de agosto de 1999      | PP            | IV (1995)                | Coalición PP+PAR                            |
| 6.°        |                      |                                | Marcelino Iglesias                              | Bonansa Provincia de Huesca                  | 2 de agosto de 1999      | 14 de julio de 2011      | PSOE          | V (1999)                 | Coalición PSOE+PAR                          |
| 6.°        | VI (2003)            | Coalición PSOE+PAR             | Marcelino Iglesias                              | Bonansa Provincia de Huesca                  | 2 de agosto de 1999      | 14 de julio de 2011      | PSOE          |                          |                                             |
| 6.°        | VII (2007)           | Coalición PSOE+PAR             | Marcelino Iglesias                              | Bonansa Provincia de Huesca                  | 2 de agosto de 1999      | 14 de julio de 2011      | PSOE          |                          |                                             |
| 7.°        |                      |                                | Luisa Fernanda Rudi                             | Sevilla Provincia de Sevilla                 | 14 de julio de 2011      | 5 de julio de 2015       | PP            | VIII (2011)              | Coalición PP+PAR                            |
| 8.°        |                      |                                | Javier Lambán                                   | Ejea de los Caballeros Provincia de Zaragoza | 5 de julio de 2015       | 11 de agosto de 2023     | PSOE          | IX (2015)                | Coalición PSOE+CHA                          |
| 8.°        | X (2019)             | Coalición PSOE+Podemos+CHA+PAR | Javier Lambán                                   | Ejea de los Caballeros Provincia de Zaragoza | 5 de julio de 2015       | 11 de agosto de 2023     | PSOE          |                          |                                             |
| 9.°        |                      |                                | Jorge Azcón                                     | Zaragoza Provincia de Zaragoza               | 11 de agosto de 2023     | Actual                   | PP            | XI (2023)                | Coalición PP+Vox (2023-2024)                |
| 9.°        | PP (2024-actualidad) |                                | Jorge Azcón                                     | Zaragoza Provincia de Zaragoza               | 11 de agosto de 2023     | Actual                   | PP            | XI (2023)                |                                             |

3